# Louça preta de Bisalhães
A louça preta de Bisalhães é uma técnica tradicional de olaria em que as peças produzidas apresentam uma característica cor preta. Esta técnica é característica da aldeia de Bisalhães, no concelho de Vila Real, em Portugal e em 2016 foi declarada  Património Imaterial da Humanidade pela UNESCO, sendo incluída na lista de património que requer medidas urgentes de salvaguarda.
O registo mais antigo sobre um oleiro em atividade em Bisalhães é de 1709, aquando do casamento entre uma mulher de Bisalhães e um oleiro de Gondar.